# سرزمین رؤیایی (فیلم ۲۰۱۶)
سرزمین رویایی (انگلیسی: Dreamland) یک فیلم سینمایی آمریکایی در ژانر کمدی، درام و فیلم موزیکال محصول سال ۲۰۱۶ به کارگردانی رابرت کوپولا شوارتزمن است از یک فیلمنامه توسط بنیامین فونت و شوارتزمن. بازیگران اصلی این فیلم جانی سیمونز، ایمی لندکر، جیسون شوارتزمن، نوئل ولز، آلن راک، بورلی دی آنجلو، تالیا شایر، شای میتچل، فرانکی شا و نیک تون هستند.